# Раїно Полє
Раїно Полє (хорв. Rajino Polje) — населений пункт у Хорватії, в Вировитицько-Подравській жупанії у складі громади Чачинці.

## Населення
Населення за даними перепису 2011 року становило 30 осіб.
Динаміка чисельності населення поселення:

## Клімат
Середня річна температура становить 11,24 °C, середня максимальна – 25,81 °C, а середня мінімальна – -6,01 °C. Середня річна кількість опадів – 720 мм.
| Клімат поселення                              | Клімат поселення | Клімат поселення | Клімат поселення | Клімат поселення | Клімат поселення | Клімат поселення | Клімат поселення | Клімат поселення | Клімат поселення | Клімат поселення | Клімат поселення | Клімат поселення | Клімат поселення |
| Показник                                      | Січ.             | Лют.             | Бер.             | Квіт.            | Трав.            | Черв.            | Лип.             | Серп.            | Вер.             | Жовт.            | Лист.            | Груд.            |                  |
| Середній максимум, °C                         | 5,86             | 8,20             | 12,80            | 17,37            | 22,80            | 25,81            | 25,38            | 24,86            | 20,60            | 15,30            | 9,50             | 5,41             |                  |
| Середня температура, °C                       | −0,1             | 2,20             | 6,90             | 11,41            | 16,87            | 19,89            | 21,48            | 20,97            | 16,70            | 11,40            | 5,60             | 1,50             |                  |
| Середній мінімум, °C                          | −6,01            | −3,7             | 0,96             | 5,49             | 10,92            | 13,94            | 17,60            | 17,09            | 12,80            | 7,50             | 1,70             | −2,37            |                  |
| Норма опадів, мм                              | 44               | 40               | 43               | 57               | 69               | 91               | 66               | 66               | 56               | 62               | 71               | 55               |                  |
| Середньомісячна швидкість вітру, м/с          | 2.20             | 2.40             | 2.70             | 2.60             | 2.30             | 2.20             | 2.10             | 1.90             | 1.90             | 2.00             | 2.10             | 2.20             |                  |
| Середньомісячна сонячна радіація, кДж/м²·день | 4124             | 6883             | 10783            | 15237            | 19278            | 21305            | 22126            | 20038            | 14794            | 9115             | 4668             | 3496             |                  |
| --------------------------------------------- | ---------------- | ---------------- | ---------------- | ---------------- | ---------------- | ---------------- | ---------------- | ---------------- | ---------------- | ---------------- | ---------------- | ---------------- | ---------------- |
| Джерело:                                      |                  |                  |                  |                  |                  |                  |                  |                  |                  |                  |                  |                  |                  |